# Walter Ulbricht
Walter Ernst Paul Ulbricht, född 30 juni 1893 i Leipzig, död 1 augusti 1973 nära Templin i Brandenburg, var en tysk politiker (kommunist), Tyska socialistiska enhetspartiets förstesekreterare och därmed DDR:s politiske ledare från 1950 till 1971 (därefter ceremoniell "ordförande" till sin död). Han var, från 1960 till sin död 1973, även ordförande i statsrådet, officiellt ett kollektivt statschefskap. Ulbricht anses vara upphovsman till Berlinmuren.

## Biografi
Ulbricht föddes i Leipzig som son till en skräddare. Båda föräldrarna var aktiva i det dåvarande SPD. 1912 hade han blivit medlem i SPD och i samband med en utbrytning av dess vänsterflygel flyttade han över till den nybildade utbrytarfalangen USPD (sv. Oavhängiga SPD). Han utbildade sig till möbelsnickare och deltog 1915-1918 i första världskriget. Han var med i striderna i Polen, i Serbien och på västfronten. 

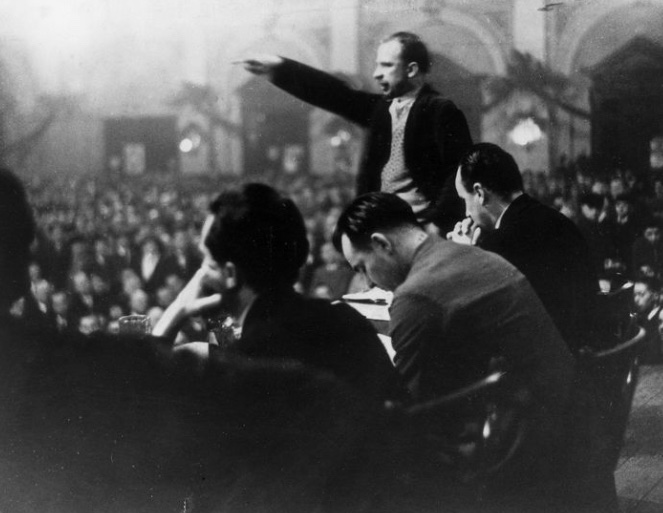
Ulbricht under ett massmöte samordnat av KPD och NSDAP 1928. Till vänster syns Joseph Goebbels.

När Tysklands kommunistiska parti (KPD) bildades efter krigsslutet deltog Ulbricht i grundandet och han företrädde partiet i lantdagen i Sachsen 1926-1929. Han blev ledamot av den tyska riksdagen 1928 och han var under denna tid också ledamot av partiets centralkommitté. 1931 var han delaktig i morden på två uttalat antikommunistiska poliser, Franz Lenck och Paul Anlauf, vilket utfördes av Ulbrichts lojale hantlangare och sedermera minister, Erich Mielke (chef för Stasi 1957-1989).
Efter det nazistiska maktövertagandet 1933, då samtliga partier utom Nationalsocialistiska tyska arbetarepartiet (NSDAP) förbjöds, fortsatte han det politiska arbetet illegalt. Detta ledde till att han blev eftersökt av polisen varför han emigrerade till Paris. Efter en tid i Paris och Prag flyttade han till Moskva där han efter andra världskrigets utbrott arbetade vid Radio Moskvas tyskspråkiga program. Han besökte också de ryska lägren för tyska krigsfångar och agiterade för att krigsfångarna, när kriget var slut och de återvänt till Tyskland, skulle arbeta för en stat enligt KPD:s idéer.
När Stalin slöt förbund med Hitler förklarade Ulbricht att det var alla proletärers plikt att stödja Hitler i kampen mot imperialismen i England och Frankrike, vilket varade tills Hitler anföll Sovjetunionen.  1938 var 70% av de tyska kommunister som flytt till Sovjet fängslade av Stalin. Av 9 ledande tyska kommunistledare överlevde enbart två utrensningarna - Walter Ulbricht och Wilhelm Pieck. 
Den 30 april 1945 återvände Ulbricht med den efter honom uppkallade Gruppe Ulbricht till Tyskland för att organisera återuppbyggnaden av partiet och senare också sammanslagningen med det socialdemokratiska SPD i den sovjetiska ockupationszonen till Tysklands socialistiska enhetsparti (SED). 
Efter grundandet av Tyska demokratiska republiken (Östtyskland) 7 oktober 1949 blev Ulbricht vice ministerpresident och 1950 generalsekreterare i kommunistpartiet SED. Även om den formella makten över landet vid den här tiden fortfarande låg hos landets president Wilhelm Pieck, så var Ulbricht redan vid det här laget de facto landets ledare och allt eftersom den gamle presidentens hälsa försämrades kunde han stärka sin makt ytterligare. När Pieck 1960 slutligen avled låg vägen till makten totalt öppen för Ulbricht, som hade Moskvas stöd. Samma år blev han ordförande i nationella försvarsrådet, Verteidigungsrat, och det nybildade statsrådets förste ordförande (Staatsratsvorsitzender) och därmed statschef för Östtyskland. 
Den 13 augusti 1961 började, under Ulbrichts ledning, byggandet av Berlinmuren (även kallad Ulbrichtmuren). När Warszawapaktens trupper 1968 invaderade Tjeckoslovakien och Prag och därmed också krossade Pragvåren, stödde Ulbricht beslutet. Ulbricht tillhörde de mest Moskvatrogna av östblockets stats- och regeringschefer.
Efter oenighet i partiledningen om ekonomi- och utrikespolitik inträffade en försvagning av Ulbrichts ställning i partiet och 1971 tvingades han "av hälsoskäl" att lämna posten som partichef (han behöll den ceremoniella titeln "ordförande" till sin död) och avlöstes av Erich Honecker. I det kuppartade övertagandet beskriver Stasigeneralen Markus Wolf i sina memoarer, hur ett säkerhetskommando ledda av Honecker beväpnade med automatvapen: ”Sedan åkte han till Ulbrichts sommarresidens i Dölln, lyckades passera vakten genom att hänvisa till sin ställning som ansvarig för säkerhetsfrågor i politbyrån, lät blockera alla portar, utgångar och telefonledningar och gick sedan för att göra upp räkningen med Ulbricht”.  Ulbricht hade varit medveten om sammansvärjningen mot honom varför Honecker strax innan uteslutits från politbyrån. 
Ämbetet som statsrådsordförande behöll han till sin död 1 augusti 1973. Efterträdare som statschef blev Willi Stoph, som emellertid tvingades överlämna posten åt Honecker 1976.

## Citat
Ett välkänt citat av Ulbricht från 15 juni 1961 (knappt två månader före påbörjandet av murens uppförande) lyder:
| ”                  | Niemand hat die Absicht, eine Mauer zu errichten. (Ingen har för avsikt att bygga en mur.) | „ |
| – Walter Ulbricht, |                                                                                            |   |